# Kírtan
A kírtan vagy kírtana (dévanágari: कीर्तन ; bengáli: কীর্তন) az indiai vallásokban jellemző áhítatos ének, gyakran hangszeres kísérettel. A hinduizmus, főleg a vaisnava ága, a szikhizmus, a sant hagyományok és a buddhizmus egyes formái, valamint más vallási csoportok egyik fő vallási gyakorlata. 
A Bhāgavata Purāṇa szerint ez a bhakti-jóga második foka.
Általában egy szólista által énekelt, majd a jelenlévők által ismételt énekből áll, hangszerek kíséretében. Néha az éneklés átadja helyét egy spirituális történet elbeszélésének,  az istenség neve (nāma-kīrtana) ismétlésének vagy a táncnak.
Olyan hangszerek kíséretét alkalmazzák, mint a harmónium, a vína vagy ektara (a vonós hangszerek formái), a tablá (egyoldalú dob), a mrdanga vagy pakhawaj (kétoldalas dob), fúvós hangszerek és cintányérok.
A kírtan több óráig is eltarthat és a lelki emelkedettség állapotát idézi elő a résztvevőkben.
Az újkorban az egyik bengáli misztikus, Csaitanja népszerűsítette, aki az istenséggel való közvetlenebb érzelmi megtapasztalásra törekedett.
Míg a kírtan egy istenséget dicsérő dalra utal, addig a bhadzsan  (bhajan) az istenséggel való személyes kommunikáció. A kírtan Észak-Indiában olyan dalok csoportos éneklésére utal, amelyek bhadzsanokat is tartalmazhatnak. Dél-Indiában az ilyen kírtan előadást bhadzsannak nevezik.